# Boisgasson
Boisgasson ist eine Ortschaft und eine Commune déléguée in der französischen Gemeinde Vald’Yerre mit 108 Einwohnern (Stand: 1. Januar 2018) in der Region Centre-Val de Loire im Département Eure-et-Loir.
Die Gemeinde Boisgasson war Mitglied der Communauté de communes des Trois Rivières und wurde mit Wirkung vom 1. Januar 2017 mit Arrou, Châtillon-en-Dunois, Courtalain, Langey und Saint-Pellerin zur neuen Gemeinde Commune nouvelle d’Arrou (seit 1. Januar 2023 Vald'Yerre) zusammengelegt.
Nachbarorte sind Saint-Pellerin im Norden, Langey im Osten und im Südosten, Bouffry im Südwesten, Droué im Westen und Le Poislay (vormaliger Berührungspunkt) im Nordwesten.

## Bevölkerungsentwicklung
| Jahr      | 1962 | 1968 | 1975 | 1982 | 1990 | 1999 | 2008 | 2014 |
| --------- | ---- | ---- | ---- | ---- | ---- | ---- | ---- | ---- |
| Einwohner | 147  | 146  | 124  | 126  | 108  | 114  | 110  | 112  |

## Sehenswürdigkeiten
- Schloss Villemesle, Monument historique
- Flurkreuz, Monument historique

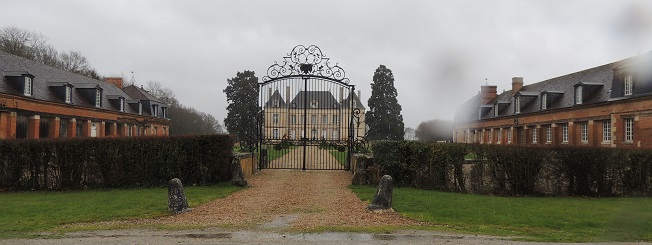
Das Schloss Villemesle
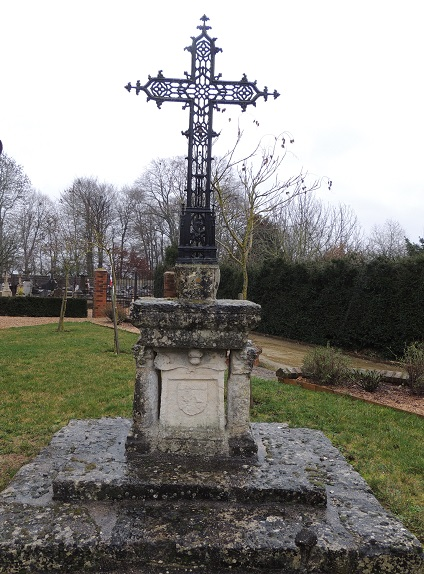
Flurkreuz